# Hans Egede Berthelsen
Hans Egede Edvard Jakob Berthelsen (15. dubna 1918, Maniitsoq – 1999) byl grónský tiskař, novinář, učitel, zpěvák a zemský rada.

## Životopis
Hans Egede Berthelsen se narodil 15. dubna 1918 do rodiny katechety Larse Andrease Samuela Berthelsena (1895–1925) a jeho manželky Ane Rakel Pouline Clasen (1895–?). Byl bratrem Larse Svendsena (1926–1975). Jeho pradědeček byl Rasmus Berthelsen (1827–1901).
Hans Egede Berthelsen pracoval v letech 1934 až 1958 jako tiskař v Severogrónské tiskárně. Poté přešel do Jihogrónské tiskárny a o několik let později si otevřel vlastní tiskárnu v Nuuku, kde vydával časopis Neruvkaut. Později studoval v Grónském semináři a poté od roku 1971 působil jako učitel v Qaanaaqu. V roce 1976 se stal redaktorem Avangnâmioĸ. Nějakou dobu pracoval také jako vězeňský dozorce a rybář. Byl také považován za populárního zpěváka. Spoluzaložil fotbalový klub G-44 Qeqertarsuaq.
Od roku 1948 byl členem obecní rady v Qeqertarsuaqu, od roku 1956 jejím předsedou a tím de facto starostou. V roce 1954 zastupoval Jense Olsena v Grónské zemské radě.

## Rodina
Hans Egede Berthelsen byl ženatý s Kathrine Danielsen (†1997). Má dva syny: politika Knuda Sørensena (1934–2009) a spisovatel Larse-Peleho Berthelsena (*1949).